# Únor 2005
1. února – úterý
- Nepálský král Gjánéndra vyhlásil v zemi výjimečný stav a ujal se na 3 roky sám moci. Členové vlády mají prý domácí vězení. Vláda podle něj nedokázala nastolit v Nepálu mír. V Nepálu již devět let trvají srážky mezi vládními vojsky a maoistickými povstalci.
- Papež Jan Pavel II. byl převezen do římské nemocnice Gemelli. Papež měl podle sdělení Vatikánu potíže s dýcháním poté, co onemocněl chřipkou. V nemocnici má 84letý papež zůstat několik dní.
- Pražský vrchní soud odsoudil bývalého ministra financí Iva Svobodu (ČSSD) a jeho poradkyni Barboru Snopkovou k pěti letům odnětí svobody. Oba byli obviněni v souvislosti s krachem mělnické firmy Liberta. Podle soudu se dopustili podvodu a zvýhodňování věřitele, Snopková také porušování povinnosti v řízení o konkurzu.
- Slovinský parlament poměrem hlasů 79:4 ratifikoval Ústavu Evropské unie.

2. února – středa
- Asociace islámských učenců, která reprezentuje sunnitskou menšinu v Iráku, označila nedávné volby v této zemi na nelegitimní. Asociace, která před volbami vyzvala k jejich bojkotu vzhledem k útokům amerických okupantů na sunnitská města, varovala OSN před uznáním výsledků voleb za právoplatné. Vláda vzešlá z voleb bude podle Asociace mít jen omezenou legitimitu a měla by mít jen omezené pravomoci.

3. února – čtvrtek
- Předseda vlády Gruzie Zurab Žvanija byl nalezen mrtev v bytě svých přátel v gruzínském hlavním městě Tbilisi. Žvanija a ještě jeden muž zemřeli na otravu oxidem uhelnatým z vadného plynového topení.
- Boeing 737 afghánských aerolinií se 104 osobami na palubě zmizel za sněhové bouře při letu z Herátu do Kábulu. Po dvou dnech byly trosky letadla nalezeny v horách 20 km jihovýchodně od Kábulu, předpokládá se, že všechny osoby na palubě zahynuli.

4. února – pátek
- Ukrajinský parlament schválil kontroverzní opoziční političku Julii Tymošenkovou do funkce předsedkyně vlády. Pro Tymošenkovou, která podporovala nového prezidenta Viktora Juščenka během tzv. Oranžové revoluce, hlasovalo 373 poslanců ze 450.
- Javal Davis, americký voják, který se koncem roku 2003 na mučení iráckých vězňů v bagdádské věznici Abú Ghrajb, byl americkým vojenským soudem odsouzen k 6 měsícům vězení a propuštění z armády.
- V Iráku byla dosud neznámou skupinou islámských radikálů unesena italská novinářka Giuliana Sgrenová. Únosci požadují stažení italských okupačních vojsk ze země, jinak hrozí, že Sgrenovou zavraždí.

5. února – sobota
- Javier Solana, vysoký představitel Evropské unie pro zahraniční politiku, označil případný vojenský útok na íránská jaderná zařízení za chybu. Nová ministryně zahraničí USA Condoleezza Riceová před několika dny prohlásila, že útok na Írán není „na pořadu dne“, nicméně vyzvala Evropu k jednotné opozici vůči íránskému jadernému programu. USA opakovaně obvinily Írán, že se snaží vyvinout jaderné zbraně, což však Írán popírá.
- Při útocích povstalců v Iráku bylo zabito 21 Iráčanů, většinou příslušníků vládních ozbrojených sil, a dva američtí vojáci. Při výbuchu pozemní miny zemřely dvě irácké děti.

6. února – neděle
- V Iráku byli uneseni čtyři egyptští inženýři pracující pro egyptskou telekomunikační firmu Orascom.
- Při útoku protivládních povstalců na policejní stanice jižně od Bagdádu bylo podle irácké policie zabito 22 vládních policistů a 14 útočníků.
- Americké okupační síly propustily na 350 iráckých vězňů z bagdádské věznice Abú Ghrajb.
- Dosavadní vládní strana Thajci milují Thajsko zvítězila v parlamentní volbách v této asijské zemi.

7. února – pondělí
- Při útocích na vládní policisty v Iráku bylo zabito nejméně 27 osob včetně řady civilistů. K útokům se přihlásila Organizace Al-Káidy pro svatou válku v Iráku vedená Jordáncem Abú Musab az-Zarkávím.
- Generální tajemník OSN Kofi Annan odvolal z funkcí dva vysoké diplomaty Benona Sevana a Josepha Stephanidese, zapletené do korupce v rámci programu Ropa za potraviny, programu pro prodej irácké ropy za účelem dodávek potravin do Iráku. Oba muži, s nimiž bylo zavedeno disciplinární řízení, vinu popírají.
- Tři neznámí útočníci vnikli na španělský konzulát ve švýcarském hlavním městě Bernu a zajali několik zaměstnanců jako rukojmí. Motiv jejich činu byl zřejmě kriminální, patrně se neúspěšně pokusili ukrást obsah trezoru. Pachatelům se podařilo uprchnout ještě před příjezdem policie.

8. února – úterý
- V egyptském letovisku Šarm aš-Šajch se sešli představitelé Egypta, Izraele, Jordánska a Palestiny. Za účasti egyptského prezidenta Husního Mubaraka a jordánského krále Abdalláha II. se izraelský premiér Ariel Šaron a palestinský prezident Mahmúd Abbás dohodli na zastavení bojových akcí. Egypt a Jordánsko zváží návrat svých velvyslanců do Izraele „ve vhodný čas“ (velvyslanci byli odvoláni v reakci na izraelské vojenské akce proti Palestincům).
- V Iráku byli propuštěni čtyři egyptští inženýři unesení 6. února.
- Při sebevražedném útoku na zájemce o službu v irácké armádě na západě Bagdádu přišlo o život nejméně 21 osob a 27 jich bylo zraněno.
- Řecký parlament zvolil prezidentem republiky na nadcházejících pět let Karolose Papuliase.
- V parlamentních volbách v Dánsku zvítězila dosavadní vládní středopravicová koalice.

9. února – středa
- Automobil naložený výbušninami explodoval v centru Madridu. Při výbuchu bylo lehce zraněno 39 osob. K zodpovědnosti za útok se v telefonátu do redakce novin přihlásila baskická separatistická organizace ETA.
- Palestinská radikální hnutí Hamas a Islámský džihád oznámila, že se necítí vázána příměřím s Izraelem, které 8. února vyhlásil palestinský prezident na summitu v Šarm aš-Šajch.
- Ukrajinský generální prokurátor Svjatoslav Piskun uvedl v rozhovoru pro rakouský deník Der Standard, že nový prezident Ukrajiny Viktor Juščenko byl v září 2004 otráven úmyslně. Od vídeňských lékařů prý Piskun získal nové důkazy o celé kauze.

10. února – čtvrtek
- V Rijádu a okolí začaly historicky první komunální volby v Saúdské Arábii. Volby, ve kterých smějí kandidovat i hlasovat jen muži, budou probíhat postupně v různých částech země a potrvají až do 21. dubna.
- Představitel ministerstva zahraničí KLDR uvedl, že jeho země vyrobila jaderné zbraně, a to údajně pro sebeobranu proti případné agresi ze strany USA. Současně Severní Korea oznámila, že se na neurčitou dobu stahuje z mezinárodních jednání o svém jaderném programu.
- Při útocích povstalců a při bojích mezi silami prozatímní vlády a povstalci v Iráku zahynulo nejméně 40 osob. Mezi oběťmi je i přes 20 osob z konvoje, který směřoval do Bagdádu, údajně s nákladem cukru. Při střetech v městě Salman 65 kilometrů jižně od Bagdádu údajně povstalci dobyli na krátkou dobu policejní stanici, odkud byli vytlačeni až palbou amerických vrtulníků. Při střetu bylo zabito 10 vládních policistů.

11. února – pátek
- Nejméně 60 lidí zahynulo po protržení přehrady v pákistánské provincii Balúčistán. Současné dlouhotrvající deště si v Pákistánu již vyžádaly asi 50 obětí na životech.
- Papež Jan Pavel II. byl propuštěn z římské nemocnice, ve které se od 1. února léčil kvůli dýchacím problémům.
- Rumunsko oznámilo, že do Iráku vyšle dalších 100 vojáků. Na Američany vedené okupaci Iráku se dosud podílelo 730 rumunských vojáků.
- Při dvou útocích neznámých útočníků na šíitské civilisty v Iráku zahynulo nejméně 24 lidí.

12. února – sobota
- Palestinské militantní skupiny Hamás a Islámský džihád po rozhovorech s palestinským prezidentem Mahmúdem Abbásem odmítly podepsat formální závazek o příměří, fakticky však hodlají dodržovat klid zbraní v konfliktu s Izraelem.
- Z kosmodromu Kourou ve Francouzské Guyaně poprvé úspěšně odstartoval nový typ evropské rakety nové generace Ariane 5. Na oběžnou dráhu kolem Země umístila dvě družice – telekomunikační a vědeckou. Při předchozím startu 11. prosince 2002 tohoto typu musela pozemní kontrola raketu kvůli poruše na dálku zničit.
- V řadě ruských městech proběhly masové demonstrace, jejichž účastníci odmítali či naopak podporovali vládní návrh sociální reformy. Reforma mj. odnímá některým skupinám obyvatel naturální výhody (například bezplatnou veřejnou dopravu) a nahrazuje je peněžními dávkami. Celkem se demonstrací podle ruského ministerstva vnitra zúčastnilo téměř čtvrt milionu lidí.
- Při útocích povstalců a střetech mezi americkými vojsky a povstalci zahynulo v Iráku nejméně 18 lidí, včetně řady civilistů.
- Izraelská vláda souhlasila s návratem 69 vypovězených Palestinců na Západní břeh Jordánu. Pro údajné teroristické aktivity vypověděly okupační úřady od září 2000 56 Palestinců do Pásma Gazy a 13 do Evropy.

13. února – neděle
- Podle volební komise je vítězem iráckých voleb, které se konaly 30. ledna, aliance šíitských skupin, která získala 47,6 % hlasů. V 275členném národním shromáždění by měla obsadit 132 míst. Druhé místo obsadila koalice kurdských stran s 26 % a uskupení Američany dosazeného premiéra Ajáda Alávího je třetí s 14 % hlasů. Volební účast dosáhla 58 %. V sunnitské provincii Anbar však hlasovala jen 2 % voličů.
- Asi 5000 neonacistů demonstrovalo v Drážďanech při příležitosti 60. výročí zničení města spojeneckým bombardováním za 2. světové války. Demonstraci organizovala národnědemokratická strana (NPD), zastoupená v saském parlamentu. Podle řečníků si nálet vyžádal vyžádal až půl milionu obětí (oficiální verze zní 20 až 35 000 mrtvých).
- Srbský prezident Boris Tadić prohlásil při návštěvě Kosova, že nikdy nepřipustí odtržení této provincie od Srbska. Tadić je první srbský vůdce, který navštívil Kosovo od útoku NATO na Jugoslávii v roce 1999.

14. února – pondělí
- Při výbuchu automobilu naloženého výbušninami bylo v libanonském hlavním městě Bejrútu zabito 6 osob, mezi nimi i bývalý libanonský ministerský předseda Rafík Harírí. K zodpovědnosti za útok se přihlásila dosud neznámá saúdskoarabská islamistická skupina, panují však pochyby o pravdivosti jejího tvrzení. Libanonská armáda byla následně uvedena do stavu pohotovosti s cílem „zajistit stabilitu“. Libanonská opozice obvinila z vraždy libanonskou a syrskou vládu. Syrský prezident Bašar al Asád útok odsoudil jako „hrozný kriminální čin“.
- Při výbuchu metanu v uhelném dole u města Fu-sin v severovýchodní Číně zahynulo nejméně 203 horníků.
- Povstalci v Iráku zapálili plynovod a ropovod u Kirkúku na severu země. Při dalších útocích povstalců přišlo o život nejméně 5 osob, z toho jeden civilista a jeden irácký dodavatel pro americkou armádu.

15. února – úterý
- Předseda KDU-ČSL Miroslav Kalousek uvedl, že kvůli kauze financování Grossova bytu chce vyvolat jednání nejprve koaličních stran a poté všech parlamentních stran vyjma KSČM. Předseda vlády a ČSSD Stanislav Gross, který je na dvoudenní oficiální návštěvě ve Francii, vyslovil údiv nad načasováním Kalouskova vyjádření a na adresu lidovců řekl, že nebude nikoho nutit setrvávat ve vládě. Podle předsedy opoziční ODS Mirka Topolánka je třeba, aby se parlamentní strany dohodly na vyhlášení předčasných voleb.
- Při požáru mešity v centru Teheránu zahynulo nejméně 59 lidí a přes 200 bylo zraněno.
- Po zaplacení výkupného ve výši 500 tisíc dolarů byl v Iráku propuštěn turecký loďařský magnát Kahraman Sadikoglu, unesený v prosinci 2004. Podle jeho ženy byl neznámými zločinci unesen jen kvůli výkupnému, nikoli z politických důvodů.

16. února – středa
- Íránská vláda prohlásila, že americké bezpilotní výzvědné letouny již „dlouhou dobu“ přelétávají nad íránskými jadernými zařízeními. O údajných špionážních letech USA nad Íránem již dříve informoval americký deník The Washington Post a podle íránských sdělovacích prostředků jsou hlášena častá pozorování neidentifikovaných létajících objektů v oblastech kolem jaderných zařízení.
- Kjótský protokol o omezení emisí skleníkových plynů vstoupil v platnost.
- Komisař NHL Gary Bettman oznámil, že celá sezóna 2004–05 se kvůli probíhající stávce ruší. Ke zrušení sezóny profesionální sportovní soutěže kvůli odborářským sporům došlo poprvé v americké historii.
- KDU-ČSL oznámila, že by podpořila případnou výměnu na postu premiéra, pokud k tomu nedojde, pak požadují, aby přinejmenším premiérova manželka Šárka přestala podnikat.

17. února – čtvrtek
- Stanislav Gross oznámil, že svůj dluh strýci splatí navýšením své hypotéky.
- Írán a Sýrie oznámili vytvoření obranného paktu.
- Jaderná elektrárna v britském Sellafieldu oznámila, že proti záznamům jí chybí 30 kg plutonia (dostačující na výrobu sedmi atomových bomb). Tvrdí však, že se jedná pouze o chybu v evidenci.
- V Myanmaru byla obnovena jednání o ústavě; existuje však rozšířená kritika, že delegáti nejsou reprezentativní, jednání se neúčastní hlavní opoziční strana vedená Aung San Suu Kyi.
- George W. Bush nominoval Johna Negroponteho na pozici ústředního ředitele zpravodajských služeb USA.
- Izraelský generální prokurátor neobviní předsedu vlády Ariela Šarona v souvislosti s aférou kolem financování volební kampaně bloku Likud v roce 1999. Obvinil však Šaronova syna.
- Novým gruzínským premiérem se stal Zurab Nogaideli. Nahradí Zuraba Žvaniju, který se 3. února patrně nešťastnou náhodou otrávil plynem.
- Český turista svojí neopatrností při manipulaci s plynovým vařičem způsobil rozsáhlý požár v chilském národním parku Torres del Paine. Zasaženo bylo skoro 6 % chráněného území, muselo být evakuováno přibližně 100 osob.

18. února – pátek
- V předvečer šíitského svátku ašúrá bylo v Bagdádu při útocích sebevražedných atentátníků zabito nejméně 35 lidí.
- Americké unie pro ochranu občanských svobod (ACLU) získala právními kroky od armády USA dokumenty, podle kterých armáda v minulosti vyšetřovala celou řadu obvinění z mučení zajatců v Iráku a Afghánistánu. Podle americké armády se v řadě případů obvinění nepodařilo prokázat či vyvrátit, podle ACLU z dokumentů vyplývá, že armáda úmyslně zničila důkazní materiál.
- Ve Velké Británii nabývá účinnosti zákon o zákazu honu na lišku.

19. února – sobota
- Předseda KDU-ČSL Miroslav Kalousek vyzval premiéra Stanislava Grosse k demisi, neboť premiérova aféra podle něj ohrožuje důvěryhodnost a akceschopnost vlády. Sociální demokraté naproti tomu chtějí demisi křesťanskodemokratických ministrů. US-DEU se do sporu nezapojuje.
- V Římě proběhla statisícová demonstrace za propuštění novinářky unesené v Iráku.
- Při útocích během druhého dne šíitského svátku ašúrá v Iráku bylo zabito nejméně 30 osob, mezi nimi i několik amerických vojáků. Podle některých komentátorů mohly být útoky dílem sunnitských povstalců.
- Kofi Annan, generální tajemník OSN vyslal tým specialistů do Libanonu, za účelem vyšetřování vraždy bývalého premiéra, Rafíka Harírího.
- Nejlepším filmem mezinárodního filmového festivalu Berlinale byl vyhlášen jihoafrický film „U-Carmen eKhayelitsha“, natočený režisérem Markem Dornfordem-Mayem.

20. února – neděle
- Premiér Stanislav Gross odmítl možnost své rezignace a říká, že není možné, aby v koalici zůstávala strana, která mu nevěří.
- V prvním národním referendu o ústavě EU ve Španělsku zvítězil hlas pro přijetí ústavy v poměru 77 proti 17 procentům. Volební účast však byla relativně nízkých 42 %, což opozice označuje za prohru vlády. Referendum má jen poradní význam, ale všeobecně se očekává, že parlament, který bude mít při přijímání ústavy EU poslední slovo, ji jasnou většinou schválí.
- Izraelská vláda definitivně schválila plán svého předsedy Ariela Šarona na odsun židovských osadníků z okupovaného Pásma Gazy a likvidaci 4 malých izraelských osad na Západním břehu Jordánu. Izrael si hodlá ponechat kontrolu na úzkým koridorem oddělujícím na hranicích Pásma Gazy s Egyptem; vládní právníci již izraelskou vládu varovali, že z hlediska mezinárodního práva proto bude nadále jako okupační mocnost za Pásmo Gazy zodpovědná.
- Vysoký komisař OSN pro uprchlíky Ruud Lubbers rezignoval na svou funkci v důsledku skandálu s údajným sexuálním obtěžováním zaměstnankyň svého úřadu. Bývalý holandský ministerský předseda Lubbers vinu popírá a zprvu odmítal odstoupit; demisi podal po zveřejnění důvěrné vyšetřovací zprávy OSN o celém případu v britském tisku.
- Parlamentní volby v Portugalsku vyhrála opoziční Socialistická strana. 45 procent hlasů jí zajistilo absolutní většinu 120 z 230 poslaneckých křesel; dosud vládnoucí Sociálně demokratická strana se musela spokojit s 29 procenty (72 křesla). Volební účast dosáhla 65 procent.
- Parlamentní volby v samozvané Severokyperské turecké republice vyhrála dosavadní vládní Turecká republikánská strana se ziskem 44 % hlasů; volební účast dosáhla 74 %. Vítězná strana je stoupenkyní sjednocení severní části Kypru s mezinárodně uznávanou Kyperskou republikou na jihu ostrova.

21. února – pondělí
- Po svých schůzkách se Stanislavem Grossem a Miroslavem Kalouskem oznámil prezident Václav Klaus, že očekává, že do středy 23. února vláda předloží konkrétní návrhy řešení krize. Na schůzkách Kalousek sdělil, že trvá na demisi premiéra, Gross rezignovat nehodlá.
- Americký prezident George Bush se v Bruselu vyslovil pro pevné vztahy USA a Evropy a vyzval k zahájení nové éry v těchto vztazích. Vyzval evropské státy, aby poskytly pomoc Američany nastolenému režimu v Iráku a vyslovil se pro brzké řešení izraelsko – palestinského konfliktu. Podle Bushe Sýrie musí ukončit „okupaci Libanonu“ a Írán musí přestat „podporovat terorismus“. Belgický premiér Guy Verhofstadt se v reakci na Bushův projev vyslovil za ukončení sporů ohledně amerického útoku na Irák.
- Ministři zahraničí EU schválili plán na školení pracovníků irácké justice. Školení má probíhat mimo území Iráku, ale koordinační úřad bude sídlit v Bagdádu.
- Izrael propustil 500 palestinských vězňů jako gesto dobré vůle.
- Terminál letiště v Melbourne (Austrálie) musel být na 8 hodin evakuován poté, co 45 lidí začalo trpět nevolností; příčiny nejsou dosud známy, zřejmě šlo o únik nějaké chemikálie.

22. února – úterý
- Zemětřesení o síle 6,4 stupně Richterovy stupnice zasáhlo jihovýchodní Írán. Nejméně 546 lidí bylo zabito a přes 1000 zraněno.
- Prezident USA George Bush označil v projevu v Bruselu za „směšnou“myšlenku, že se USA chystají zaútočit na Írán. Současně však útok na tuto zemi nevyloučil.
- Iráčtí šíité, kteří zvítězili ve volbách do prozatímního parlamentu 30. ledna, oznámili, že jejich kandidátem na předsedu příští irácké vlády bude viceprezident nynější, Spojenými státy dosazené prozatímní vlády Ibráhím Džaafarí. Džaafarí je lékař a patří ke kritikům amerických vojenských operací proti odpůrcům současné irácké vlády.
- Summit NATO v Bruselu přijal deklaraci, podle které se všechny členské státy NATO budou podílet na výcviku iráckých ozbrojených složek. Podle generálního tajemníka NATO Jaapa de Hoopa Scheffera to znamená, že roztržka mezi členy tohoto vojenského paktu kvůli americkému útoku na Irák je již zažehnána.

23. února – středa
- Vláda Slovenské republiky schválila nový návrh zpoplatnění vysokoškolského studia. Podle návrhu má maximální výše školného činit 26 tisíc slovenských korun ročně. Studenti by měli mít možnost získat na úhradu školného půjčku.
- Večerní jednání české vládní koalice skončilo bez dohody. ČSSD odmítla návrh tzv. Postní dohody, kterou předložili lidovci.
- Společnost Oskar Mobil získala licenci pro mobilní síť standardu UMTS (již dříve takovou licenci v ČR získaly společnosti Eurotel a RadioMobil). Během pěti let za tuto licenci zaplatí 2 miliardy korun, licence byla udělena na 20 let a její podmínkou je spuštění sítě v Praze do 1. ledna 2008.
- Britský vojenský soud zasedající v německém Osnabrücku uznal dva britské vojáky vinnými z týrání zadržených iráckých civilistů podezřelých z krádeže v roce 2003. Třetí obviněný voják se k týrání sám přiznal.

24. února – čtvrtek
- Papež Jan Pavel II. byl s dýchacími problémy převezen do římské nemocnice Gemelli. Večer byl převezen na operační sál, kde se podrobil třicetiminutové operaci (tracheotomie). Podle neoficiálních zdrojů je zdravotní stav papeže vážný, ale jeho životu nehrozí nebezpečí.
- Americký prezident George W. Bush zahájil návštěvu Slovenska, během které se setkal s ruským prezidentem Putinem a promluvil k občanům na bratislavském Hviezdoslavově náměstí.
- Poslanecký klub ČSSD vyzval předsedu české vlády Stanislava Grosse, aby ukončil vládní krizi odvoláním lidoveckých ministrů z vlády. ČSSD bud podle šéfa jejích poslanců Michala Krause jednat se všemi politickými stranami.
- Palestinský parlament schválil novou vládu vedenou Ahmadem Kurájou.
- Po vítězství v parlamentních volbách 20. února byl generální tajemník portugalské Socialistické strany José Sócrates jmenován novým portugalským premiérem.
- Evropský soud pro lidská práva vyhověl žalobě příbuzných šesti Čečenců zabitých během operací ruských federálních sil v Čečensku letech 1999 a 2000. Podle soudu vojenské operace „nebyly připraveny a provedeny s potřebnou opatrností a ohledem na ochranu životů civilistů“.

25. února – pátek
- Neznámí ozbrojenci přepadli mírové jednotky OSN rozmístěné v Demokratické republice Kongo a zabili devět bangladéšských vojáků.
- Nejčtenější izraelský deník Jedi'ot achronot informoval, že vláda plánuje na okupovaném Západním břehu Jordánu postavit 6000 nových domů. Má být také „legalizováno“ 120 osad, které byly na tomto území postaveny v rozporu s izraelskými zákony. Izraelské úřady zprávu později popřely s tím, že jde o starý návrh plánu z roku 2003. Usídlování vlastního obyvatelstva na okupovaném území je z hlediska mezinárodního práva nelegální.
- Na pobřežní promenádě v Tel Avivu se odpálil palestinský sebevražedný útočník. Útok si vyžádal pět mrtvých a asi 50 zraněných, z toho 20 vážně. Nejasné zůstává, kdo útok provedl. Podle některých zpráv se k útoku přihlásil Islámský džihád ústy svého mluvčího v Bejrútu, zatímco podle jiných útok provedl člen palestinské radikální skupiny Brigády mučedníků Al-Aksá, ovšem na pokyn agenta Hizballáhu. Jak libanonský Hizballáh, tak představitelé Islámského džihádu v Pásmu Gazy však popřeli odpovědnost za útok. Palestinské vedení útok jednoznačně odsoudilo a palestinský prezident Mahmúd Abbás slíbil potrestání organizátorů atentátu.
- Ozbrojení odpůrci americké okupace Iráku zabili tři americké vojáky a osm zranili při výbuchu nastražené pumy severně od Bagdádu. Při dopravní nehodě zahynul v Iráku také jeden polský voják.
- Obyvatelé obcí Horní Jiřetín a Černice se v místním referendu drtivou většinou vyslovili pro zachování územních limitů těžby hnědého uhlí. Pro zachování limitů se vyslovilo 96 % hlasujících, účast činila 75 % z 1601 oprávněných voličů. Případné zrušení územních limitů by otevřelo cestu k likvidaci obou obcí kvůli těžbě uhlí.

26. února – sobota
- Egyptský prezident Muhammad Husní Mubarak požádal parlament, aby schválil změnu ústavy. Navržená změna by měla umožnit kandidaturu více kandidátů v prezidentských volbách, které se mají konat v září 2005.
- Francouzský ministr financí Hervé Gaymard rezignoval na svou funkci kvůli aféře s drahým bytem, který mu platil stát.
- Jemenský odvolací soud potvrdil rozsudek smrti pro jednoho z organizátorů útoku na americkou válečnou loď USS Cole, ke kterému došlo 12. října 2000. Druhému pachateli zmírnil trest na 15 let odnětí svobody. Odsouzenec k smrti Abdar Rahím Našírí je v současnosti zadržován v USA a byl odsouzen v nepřítomnosti.

27. února – neděle
- Sýrie předala irácké prozatímní vládě Sabávího Ibráhíma Hasana Tikrítího nevlastního bratra Saddáma Husajna.
- Spojenými státy dosazený předseda prozatímní irácké vlády Ajád Aláví uvedl, že americké rozhodnutí rozpustit po dobytí země iráckou armádu a vyloučit ze státní správy členy bývalé vládnoucí strany Baas bylo chybné. Podle něj tento postup zvýšil napětí mezi etnickými skupinami a pomohl povstalcům. Aláví je bývalý agent CIA a postup USA kritizuje jen zcela výjimečně.
- Nejúspěšnějším filmem letošních Oscarů se stal film Letec s pěti trofejemi (za výpravu, kameru, kostýmy, střih a pro Cate Blanchettovou jako herečku ve vedlejší roli), ceny za nejlepší film, režii a herečku v hlavní roli (Hilary Swanková) vyhrál film Million Dollar Baby, ocenění pro nejlepšího herce v hlavní roli získal Jamie Foxx za film Ray.
- V Japonsku byl proražen nejdelší suchozemský tunel na světě v délce 26,5 km. Železniční tunel podchází pohoří Hako na trati z Tokia do Aomori na severu Japonska.

28. února – pondělí
- ČSSD hledá způsob, jak se dohodnout s KDU-ČSL na pokračování koaliční vlády, zatím však není jasné, jak může dohoda vypadat.
- Sebevražedný atentátník zabil v iráckém městě Hilla nejméně 114 lidí a dalších 130 zranil, když automobil naložený výbušninami vybuchl v davu lidí ucházejících se o práci ve vládních bezpečnostních službách. Jedná se o nejkrvavější útok od pádu Saddáma Husajna. K zodpovědnosti za atentát se později přihlásila irácká odbočka organizace al-Káida.
- Libanonská vláda podala na nátlak opozice demisi; opozice označuje bývalou vládu za prosyrskou a žádá vyšetření nedávného atentátu na expremiéra Rafíka Harírího.
- Do haagského vězení Mezinárodního tribunálu pro bývalou Jugoslávii nastoupili dva aktéři války v Bosně a Hercegovině: bývalý náčelník generálního štábu bosenské armády generál Rasim Delić a pobočník bosenskosrbského velitele Ratka Mladiče generál Radivoje Miletić. Oba jsou obviněni z válečných zločinů.
- Slavný pražský fotbalový klub FC Bohemians Praha přišel o profesionální licenci a nemůže tak pokračovat v 2. fotbalové lize; jeho výsledky v této soutěži budou anulovány.